# Binjai (Noord-Sumatra)
Binjai is een stad in Indonesië in de provincie Noord-Sumatra.
Binjai telde in 2010 246.010 inwoners.

## Geboren
- Theo Tempelman (1932-2016), binnenhuisarchitect, meubelontwerper
- Rienk Wegener Sleeswijk (1941-2019), jurist, rechter en maritiem historicus